# سپاه ۱۵ کوهستان (ورماخت)
سپاه ۱۵ کوهستان (آلمانی: Militärbefehlshabers in Kroatien) از سپاهیان وابسته به ارتش آلمان نازی در جنگ جهانی دوم بود. این سپاه در ۱۲ اوت ۱۹۴۳ در بالکان و برای مبارزه با پارتیزان‌های یوگسلاو در دولت مستقل کرواسی در جنگ جهانی دوم به وجود آمد.
این سپاه در نهایت در ۸ مه ۱۹۴۵ تسلیم پارتیزان‌ها شد و بسیاری از فرماندهان و سربازان این سپاه بعدها توسط مقامات یوگسلاو اعدام شدند.

## فرماندهان سپاه ۱۵ کوهستان
-از زمان تأسيس تا ۱ نوامبر ۱۹۴۳: ژنرال پیاده‌نظام رودلف لوترز
-از ۱ نوامبر ۱۹۴۳ تا ژوئیه ۱۹۴۴: ژنرال پیاده‌نظام ارنست فون لایزر
-از اگوست ۱۹۴۴ تا پایان جنگ: ژنرال نیروی زرهی گوستاو فن

## عملیات مهم
در مه ۱۹۴۴، سپاه ۱۵ کوهستان مسئول اجرای عملیات «Rösselsprung» بود که هدف آن ترور رهبر پارتیزان‌های یوگسلاوی، یوسیپ بروز تیتو، بود.

## سرنوشت سپاه
سپاه در عملیات پارتیزانی لیکا-پریمورجه نابود شد. بازماندگان سپاه در ۸ مه ۱۹۴۵ به نیروهای پارتیزان تسلیم شدند. فرمانده و بسیاری از اعضای باقیمانده توسط مقامات یوگسلاوی اعدام شدند.
این سپاه یکی از نیروهای مهم آلمانی در نبردهای بالکان بود که نقش کلیدی در سرکوب مقاومت پارتیزان‌ها ایفا کرد ولی در نهایت با فشار و عملیات گسترده پارتیزان‌ها از بین رفت.